# Reprezentacja Kataru w piłce nożnej mężczyzn
Reprezentacja Kataru w piłce nożnej – zespół grający pod egidą Katarskiego Związku Piłki Nożnej (Qatar Football Assoctation).
Swój pierwszy, inauguracyjny mecz, drużyna narodowa Kataru rozegrała z Bahrajnem, przegrywając 1:2. 10 lat później reprezentacja zakwalifikowała się do Pucharu Azji, na których występowała do tej pory dziewięć razy. Zespół nigdy w swojej historii nie awansował z gier eliminacyjnych do finałów MŚ. Został gospodarzem imprezy w 2022 roku, będąc pierwszym organizatorem-debiutantem mundialu od 1934 roku (czyli drugiej edycji mistrzostw, od trzeciej imprezy wszyscy kolejni gospodarze aż do Kataru mieli już wcześniej na koncie przynajmniej jeden występ).
Przełomowym momentem reprezentacji Kataru był Puchar Azji 2019. Drużyna zdobyła mistrzostwo, zostając jednocześnie Mistrzem Azji. Tytuł zapewnił im awans do Puchar Konfederacji 2021. Zdobycie Pucharu Azji to pierwszy sukces drużyny od początku jej istnienia.
Swój udział na Mistrzostwach Świata 2022 Katar zakończył na fazie grupowej, będąc pierwszym gospodarzem w historii, który zakończył turniej bez zdobycia ani jednego punktu. Katar zajął ostatnie 32 miejsce na mistrzostwach świata u siebie.
Od 2017 do 2022 trenerem kadry Kataru był Félix Sánchez Bas, prowadził reprezentację m.in. na mundialu 2022. Jego następcą został Bruno Pinheiro.

## Udział wMistrzostwach Świata
- 1930–1970 – Nie brał udziału (był częścią Omanu Traktatowego)
- 1974 – Nie brał udziału
- 1978–2018 – Nie zakwalifikował się
- 2022 – Faza grupowa[1]

## Udział wPucharze Azji
- 1956–1972 – Nie brał udziału (był częścią Omanu Traktatowego)
- 1976 – Nie zakwalifikował się
- 1980 – Faza grupowa
- 1984 – Faza grupowa
- 1988 – Faza grupowa
- 1992 – Faza grupowa
- 1996 – Nie zakwalifikował się
- 2000 – Ćwierćfinał
- 2004 – Faza grupowa
- 2007 – Faza grupowa
- 2011 – Ćwierćfinał
- 2015 – Faza grupowa
- 2019 – Mistrzostwo
- 2023 – Mistrzostwo (Gospodarz)